# Xian de Shimen
Le xian de Shimen (石门县 ; pinyin : Shímén Xiàn) est un district administratif de la province du Hunan en Chine. Il est placé sous la juridiction de la ville-préfecture de Changde.

## Démographie
La population du district était de 705 308 habitants en 1999.